# Concert de La Haye (1659)
Le Concert de La Haye, signé le 21 mai 1659, avalisait les positions communes de l'Angleterre, de la France et de la République néerlandaise au sujet de la Première Guerre du Nord. Les puissances d'Europe de l'Ouest sont convenus du fait  que l'Empire suédois et le Danemark-Norvège devraient se contenter d'un traité de paix reprenant les termes du traité de Roskilde, comprenant la libre navigation du Sund et de la mer Baltique sur la base des dispositions du traité d'Elbing. La paix dano-suédoise de Copenhague qui s'ensuivit reprenait largement les termes dictés par le Concert de La Haye.
Le concert a été précédé de deux interventions hollandaises contre la Suède pendant la Première Guerre du Nord, la première étant la relève du siège de Danzig (Gdansk) en 1656 (qui a conduisit au traité d'Elbing), et la seconde étant la relève du siège de Copenhague en 1658. Le principal instigateur du traité était le Néerlandais Johan de Witt, qui entendait bien protéger les intérêts néerlandais dans la mer Baltique, et le concert a convenu que la flotte néerlandaise ferait pression pour imposer les conditions de paix envisagées au Danemark et à la Suède. L'Angleterre avait également des intérêts commerciaux dans la mer Baltique et était disposée à les protéger par la force. Les tentatives de De Witt de transformer le concert en une alliance formelle n'ont été que partiellement couronnées de succès, car si les négociations avec la France ont effectivement abouti à une alliance franco-néerlandaise en 1662, laquelle a joué un rôle important pendant la deuxième guerre anglo-néerlandaise, les négociations avec l'Angleterre n'ont pas pu aboutir à une alliance en raison de désaccords entre les deux puissances sur la liberté des mers.